# Benigna Cardoso da Silva
Benigna Cardoso da Silva (Santana do Cariri, Ceará, 15 de octubre de 1928-Santana do Cariri, 24 de octubre de 1941) fue una niña católica brasileña. Es conocida por haber sido mártir a los 13 años luego de rechazar las insinuaciones de Raimundo Alves Riberio. Se defendió hasta el punto de que Riberio la mató con un machete que llevaba consigo. La Iglesia católica le dio el  título de Sierva de Dios y su causa de beatificación se lanzó en 2013, y fue beatificada el 24 de octubre de 2022.

## Biografía
Benigna Cardoso da Silva nació en Ceará el 15 de octubre de 1928 como la última de los cuatro hijos de José Cardoso da Silva y su esposa Teresa Maria da Silva. Su padre murió en algún momento poco antes de su nacimiento y su madre murió cuando ella cumplió un año. Los hermanos de Benigna se llamaban Carmélia, Alderi y Cirineu. Después de esto, las hermanas Rosa y Honorina Sisnando adoptaron a Benigna y sus hermanos.
En su infancia le gustaba pasear con sus hermanos o hacer picnics siempre que podía, mientras se ocupaba de las tareas del hogar; también asistía regularmente a misa y era conocida por su gran devoción. No hay registro de fotografías de ella, pero los contemporáneos han dicho que era de estatura media, delgada y además de tener un rostro redondeado y un mentón delgado. También se describe que tenía ojos marrones y cabello castaño, y un leve estrabismo en un ojo. 

## Martirio
En 1941, cuando tenía doce años, Raimundo Alves Riberio, conocido como Raúl, que tenía más o menos su edad, la abordó sexualmente, aunque ella rechazó cada una de sus insinuaciones. Preocupada, buscó la guía de su párroco, Cristiano Coelho Rodrigues, quien le aconsejó resistir a Riberio. El muchacho insistió en sus avances, pero Benigna siguió rechazándolo, lo que provocó que Riberio se sintiera frustrado por sus reiteradas negativas.
Apenas una semana después de cumplir los trece años, fue a buscar agua a una zona aislada que conocía Riberio. Esa tarde, el 24 de octubre de 1941, se escondió entre los arbustos esperando a que llegara y luego saltó e intentó agarrarla. Benigna se siguió resistiendo, lo que enfureció aún más a Riberio hasta el punto de que sacó su machete para atacarla con rabia. La golpeó cuatro veces: El primer golpe le quitó tres dedos de la mano derecha y el segundo la golpeó en la frente. El tercer golpe fue en el estómago y el cuarto fue el golpe fatal en el cuello que la mató de inmediato; Benigna murió allí. Riberio huyó tras darse cuenta de lo que acababa de hacer, y momentos después su hermano Cirineu, que había salido a buscarla, descubrió su cadáver ensangrentado.
Su funeral y el entierro tuvo lugar el 25 de octubre coincidiendo con las autoridades que investigaban el asesinato. La policía detuvo a los considerados sospechosos, incluido Cirineu; estas personas fueron puestas en libertad luego de la detención de Riberio. 
Riberio cumplió su condena en prisión y luego en 1991 regresó al lugar del crimen, donde expresó su pesar por haber martirizado a Benigna. Posteriormente, sus restos fueron trasladados el 26 de mayo de 2012 a la parroquia de Santana do Cariri.

## Beatificación
En 2011 se iniciaron los primeros pasos para lanzar un posible proceso de beatificación en la diócesis de Crato. La presentación formal de la causa se produjo el 31 de enero de 2013 después de que la Congregación para las Causas de los Santos emitiera el decreto nihil obstat (sin objeciones), titulando a Benigna como sierva de Dios. Esta noticia fue recibida en Crato solo un par de semanas después, lo que permitió a la diócesis iniciar un proceso diocesano para investigar su vida, además de las circunstancias que rodearon su muerte, con el fin de determinar si murió in defensum castitatis (si ella murió para protegerse como una virgen casta durante el ataque). El proceso diocesano se abrió el 16 de marzo de 2013 y concluyó pocos meses después, el 21 de septiembre; la evidencia fue enviada a la Congregación para las Causas de los Santos en Roma, lo que les llevó a validar el proceso como cumpliendo con sus pautas para la realización de causas.
El expediente oficial de la Positio se presentó al Vaticano en junio de 2018 para su evaluación. Los teólogos dieron su aprobación a la causa el 24 de octubre de 2018. 
El papa Francisco aprobó su beatificación en un decreto emitido el 2 de octubre de 2019. Su beatificación estaba programada para el 21 de octubre de 2020, pero en junio de 2020 se pospuso debido a la pandemia de coronavirus. La beatificación finalmente tuvo lugar en Ceará el 24 de octubre de 2022. El postulador actual de esta causa es el Dr. Vittorio Capuzza.